# Laetitia Ramolino
Maria Letizia "Laetitia" Ramolino, född 24 augusti 1750 i Ajaccio, död 2 februari 1836 i Rom, var mor till Napoleon I. Hon tillhörde den korsikanska adelsätten Ramolino. Hon var gift med Carlo Buonaparte (Charles Marie Bonaparte) och uppbar titeln Madame Mère (de sa Majesté l'empereur). Hennes namn är även känt som Maria Letizia Bonaparte.

## Biografi

### Tidigare liv
Laetitia Ramolinos släkt, den ursprungliga släkten Ramolino, räknade släktskap med ätten Coll'Alto, som hade härskat i Lombardiet på 1300-talet och som cirka hundra år senare slog sig ned på Korsika. Hennes far var Gian Giralomo Ramolino, kapten vid garnisonen i Ajaccio, och hennes mor Angela-Pia di Pietra Santa tillhörde en anrik korsikansk familj. Hennes far dog tidigt, och när Laetitia var sju år gammal gifte hennes mor om sig med Franz Fesch, en schweizare som tjänstgjorde på Korsika vid de genuesiska marintrupperna.
Laetitia Ramolino gifte sig 3 juni 1764, ännu ej fjorton år fyllda, med Carlo Bonaparte, som tillhörde öns adel. Vid tiden för sitt giftermål omnämndes hon på grund av sin stora skönhet som "Ajaccios lilla underverk". Under sin fjärde graviditet, nio dagar innan hon skulle fylla nitton år, fick Laetitia värkar medan hon bevistade en mässa i katedralen med anledning av Jungfru Marias himmelsfärdsdag. Trots att hennes hem låg bara en minuts väg från katedralen, hann hon nätt och jämnt hem, där hon på soffan i vardagsrummet födde en son, en liten klen pojke med stort huvud och stark röst, som fick namnet Napoleon. Förlossningen beredde henne, enligt legenden, inga som helst fysiska smärtor.
Efter Carlo Buonapartes död hamnade familjen i ekonomiska svårigheter. 1793 tvangs hon tillsammans med familjen fly till Marseille, eftersom sönerna hade anslutit sig till Korsikas frihetsparti, och detta nu började ligga under i inbördeskriget. I Marseille bodde familjen i ett torftigt hem i stadens fattigaste kvarter.

### Napoleons regim

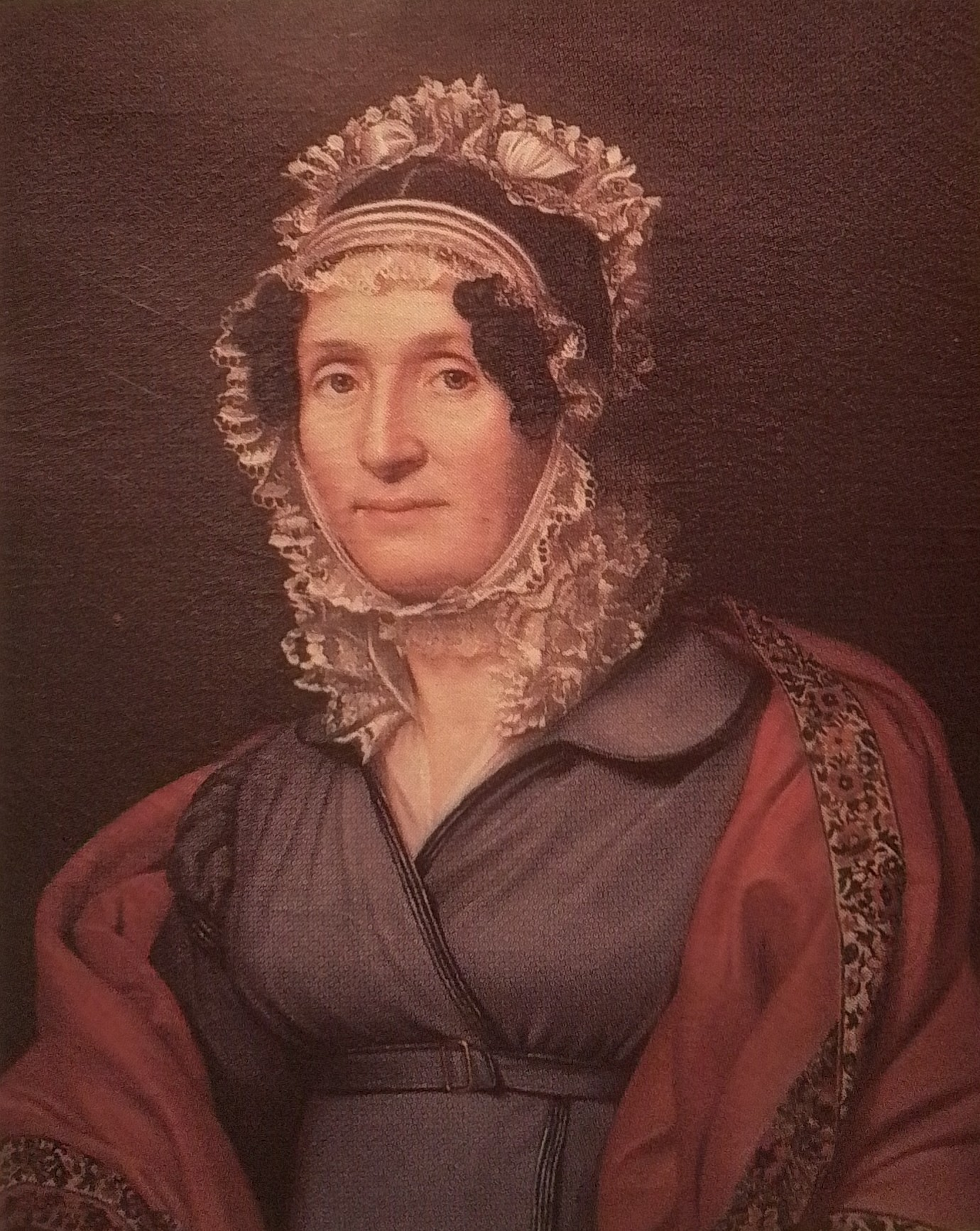
Madame Mère målning av Joseph Karl Stieler, 1811.

Från 1798 var hon bosatt i Paris hos äldste sonen Joseph. Året därpå grep hennes son Napoleon makten i Frankrike. 1804 inträffade en brytning mellan Napoleon och hans yngre bror Lucien, som blev förvisad till Italien. Laetitia valde då att följa med Lucien. Hon återvände till Frankrike i december 1804.
Laetitia Ramolino var aldrig närvarande vid Napoleons kröning till kejsare, även om hon har målats in i tavlan över kröningen. Hon fick av sin son kejsaren titeln Madame Mère de l'Empereur och Ers Kejserliga Höghet och ett underhåll på 25 000 franc i månaden.  Hon deltog aldrig i det kejserliga hovlivet, utan föredrog att leva ett privat liv på slottet Chateau de Pont-sur-Seine ute på landet och besökte endast sällan Paris.

### Senare liv
Efter Napoleons fall 1814 följde hon honom till Elba. Sedan de hundra dagarnas kejsardöme fallit sönder 1815, bosatte sig Laetitia Ramolino i Rom.
Napoleon avled 5 maj 1821, men det officiella meddelandet om hans död nådde Rom först den 16 juli samma år; när hon underrättades om sin sons död uppgav hon ett skri som ekade i hela palatset, slog armarna om en byst av Napoleon och förlorade sedan medvetandet.
Laetitia Ramolino beskrivs som begåvad och karaktärsfast.

## Barn
Laetitia Ramolino födde tretton barn, av vilka åtta uppnådde vuxen ålder.
1. barn, fött och dött 1765
2. barn, fött och dött 1767
3. Joseph Bonaparte född 1768, död 1844. Kung av Neapel 1806–1808, kung av Spanien 1808–1813.
4. Napoleon I född 1769, död 1821. Kejsare av Frankrike 1804–1814, 1815.
5. barn, fött och dött 1771
6. barn, fött och dött 1773
7. Lucien Bonaparte, född 1775, död 1840
8. barn, fött och dött 1776
9. Elisa Bonaparte, född 1777, död 1820
10. Louis Bonaparte, född 1778, död 1846. Kung av Holland 1806–1810.
11. Pauline Bonaparte, född 1780, död 1825.
12. Caroline Bonaparte, född 1782, död 1839.
13. Jérôme Bonaparte född 1784, död 1860. Kung av Westfalen 1807–1813.